# 碘酸铪
碘酸铪是一种无机化合物，化学式为Hf(IO3)4，它可由水合氧化铪和五氧化二碘的水溶液（碘酸）反应得到，根据反应条件不同还可以得到HHf(IO3)5·3H2O。Hf(IO3)4难溶于水和酸。